# Bătălia de la Tecuci
Bătălia de la Tecuci a avut loc în mai 1653, între o armată cazaco-moldovenească condusă de Timuș Hmelnițki și un detașament muntenesco-moldovenesc condus de Gheorghe Ștefan, în apropierea orașului Tecuci, lângă râul Bârlad (teritoriul Principatului Moldovei). Detașamentul muntenesc a fost condus personal de solicitantul tronului Moldovei, Gheorghe Ștefan. Însă în urma bătăliei Ștefan a fost din nou nevoit să se retragă, astfel că armata cazacă, a putut trece cu ușurință Siretul și a intrat în Țara Românească. Dar la 17 mai, în Bătălia de la Finta moldovenii și cazacii conduși de Vasile Lupu sunt înfrânți decisiv de armatele române conduse de Matei Basarab.

## Legături extene
- uc  Campania lui Timuș în Muntenia, Bătălii